# Mesha
Pentru luna din calendarul solar indian, vedeți Mesha (lună).

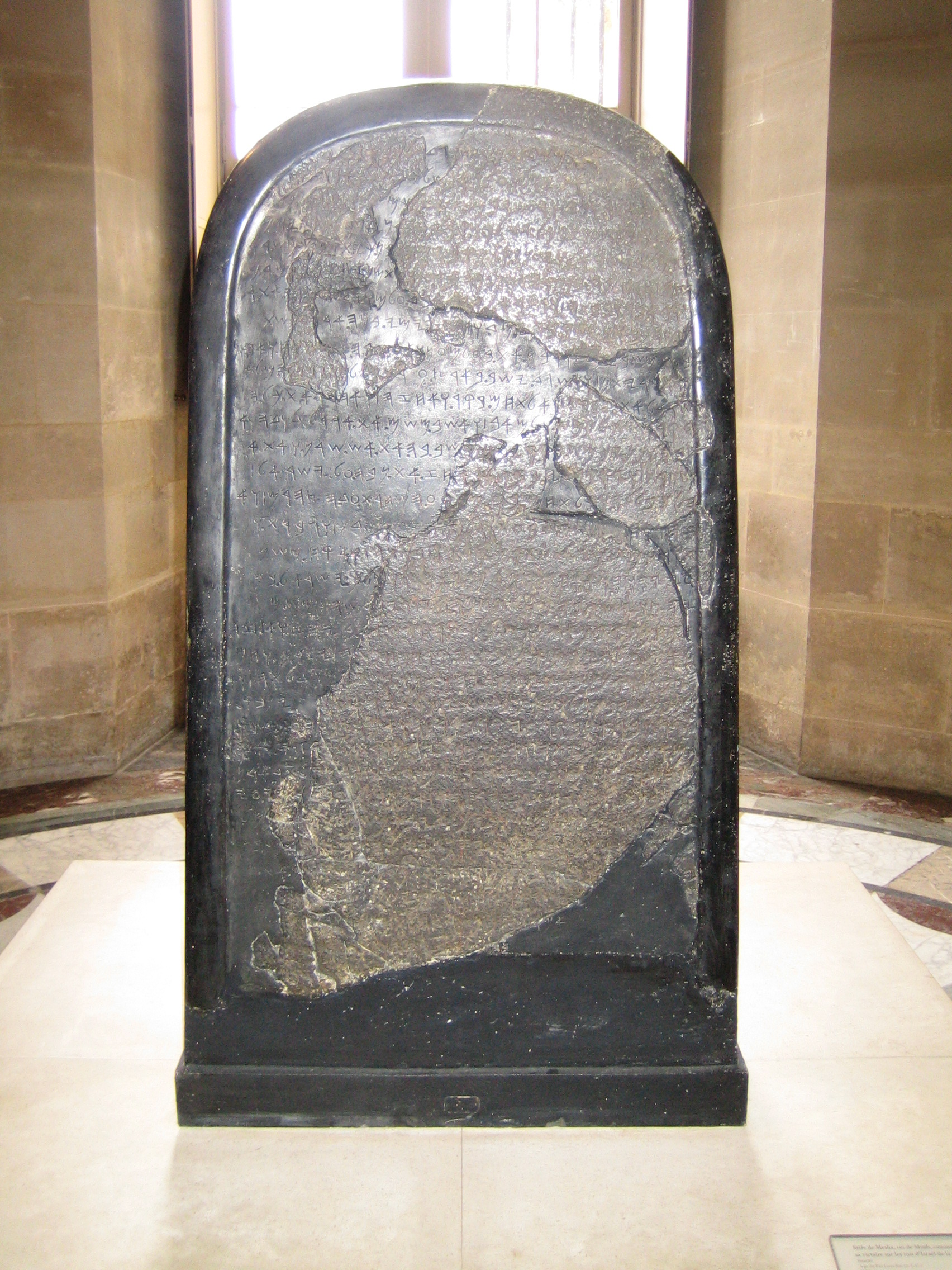
Stela lui Mesha în Muzeul Luvru.

Regele Mesha (în moabită: 𐤌𐤔𐤏 *Māša; (în ebraică: מֵישַׁע Mēša) a fost un rege al Moabului în secolul al IX-lea î.Hr., cunoscut mai ales pentru faptul că Mesha a fost înscris și ridicat la Dhibon. În această inscripție el se numește „Mesha, fiul lui Kemosh-[...], regele Moabului, Dibonitul”.

## Cele două înregistrări principale: Stela lui Mesha și Biblia
Cele două surse principale pentru existența și istoria regelui Mesha sunt Stela lui Mesha și Biblia ebraică. În afară de aceste atestări, trimiterile la Mesha sunt insuficiente, o posibilă excepție demnă de remarcat fiind Inscripția El-Kerak.
În relatarea Cărțile lui Samuel, se spune că Moab a fost cucerit de David (tradițional c.1000-970 î.Hr.) și păstrat în teritoriile fiului său Solomon (d.c.931 î.Hr.). Mai târziu, după împărțirea israelului în două regate, regele Omri din împărțirea lui Israel din nord, a recucerit Moab după ce a fost pierdut după domnia regelui Solomon.
Stela lui Mesha, numită după regele moabit care a ridicat-o, nu face nici o mențiune despre istoria anterioară și menționează doar cucerirea pământului de către Omri. Stela înregistrează eliberarea Moabului de către Mesha de sub suzeranitatea Israelului în c.850 î.Hr. Eliberarea este declarată direct în Biblia ebraică în @ Regi 3:5 „Dar s-a întâmplat, când Ahab era mort, că regele Moabului s-a răzvrătit împotriva regelui lui Israel.” Acest lucru este în concordanță cu Stela și nu este inconsecvent, așa cum urmează citat. Această narațiune se află într-o opoziție puternică cu versiunea evenimentelor date în Biblie.
Biblia raportează aceleași evenimente din punctul de vedere al israeliților, afirmând că „Regele Mesha al Moabului ... obișnuia să livreze regelui lui Israel o sută de mii de miei și lâna de la o sută de mii de berbeci”, înainte de a se răzvrăti împotriva „regelui lui Israel... Iehoram” (Stela Mesha nu numește regele împotriva căruia Mesha s-a răzvrătit). A doua carte a regilor și Stela Mesha diferă în explicația lor pentru succesul revoltei: potrivit lui Mesha, „Israelul a fost învins”, dar 2 Împărați spune că israeliții s-au retras când Mesha sacrificându-;i fiul cel mai mare sau al regelui edomit al zeului său Chemosh (textul nu este explicit în acest moment) pe zidurile capitalei în care era asediat. În acest caz, interpretarea ar fi că fapta lui Mesha l-a determinat pe Edom să se retragă din coaliție. Deși este plauzibil ca un rege să-l țină ostatic pe fiul cel mare al unui rege vecin și să-l sacrifice atunci când a fost atacat, este cel puțin la fel de plauzibil faptul că și-a oferit propriul fiu zeului său principal în schimbul eliberării de la distrugere. În orice caz, efectul menționat în Biblie este remarcabil. „Și a venit o mare mânie împotriva lui Israel. Și s-au retras de la el și s-au întors în țara lor”.